# Это случилось в милиции
«Э́то случи́лось в мили́ции» — советский чёрно-белый художественный фильм 1963 года о работе милиции, снятый по мотивам повести Израиля Меттера «Сухарь».

## Сюжет
Ветеран милиции майор Сазонов (Всеволод Санаев), когда-то участвовавший в раскрытии самых громких уголовных преступлений и задержавший многих опасных преступников, теперь в свои 53 года переведён на более спокойный гражданский розыск. Он помогает людям искать своих родственников, в том числе и пропавших во время Великой Отечественной войны. К Сазонову обращается молодой солдат Фёдор Кравченко, который был когда-то в трёхлетнем возрасте вывезен из блокадногo Ленинградa. Майор начинает долгий поиск его отца, во время которого встречает самых разных людей и узнаёт разные судьбы. Выясняется, что у солдата «восстановленные» имя и фамилия, как и у тысяч малышей, которые не помнили, как их в действительности зовут. Сазонов сможет не только выяснить настоящее имя Кравченко, но и найти его отца, который давно отчаялся увидеть сына живым.

## В ролях
- Всеволод Санаев — майор Николай Васильевич Сазонов
- Марк Бернес — полковник Сергей Панфилович Прошин
- Вячеслав Невинный — капитан Серебровский
- Александр Белявский — лейтенант Ганин
- Олег Голубицкий — майор Каляев
- Зоя Фёдорова — Екатерина Ивановна, секретарь в милиции
- Вова Дубинский — Митя, сосед Сазонова
- Валентина Владимирова — Зинаида Гавриловна, мать Мити
- Сергей Никоненко — Фёдор Кравченко/Иван Зубарев
- Владимир Муравьёв — Михаил Константинович Зубарев

## Съёмочная группа
- Режиссёр-постановщик — Виллен Азаров
- Автор сценария — Израиль Меттер
- Оператор-постановщик — Марк Дятлов
- Художник-постановщик — Ирина Шретер
- Композитор — Александр Флярковский